# Měkkokrovečník huňatý
Měkkokrovečník huňatý (Lagria hirta) je brouk z čeledi potemníkovitých (Tenebrionidae). Vyskytuje se na lesních loukách a pasekách. Dospělci se objevují začátkem léta, živí se mladými listy. Z vajíček nakladených do hrabanky se líhnou larvy, které přezimují, kuklí se na jaře.